# Petit Lay
Pour les articles homonymes, voir Lay.
Le Petit Lay est une rivière française du Bas-Poitou dont le cours est situé dans le département de la  Vendée, en région Pays de la Loire. C'est un affluent du Lay en rive droite.

## Géographie
La source du Petit Lay est située à 222 mètres d'altitude, dans le département de la Vendée, au nord-est de la commune des Herbiers au lieu-dit les enfreins.
Prenant la direction du nord-ouest, il passe à proximité du château de la Blotière puis du château du Pouët et contourne par le sud le bourg de Saint-Mars-la-Réorthe. Il oblique ensuite vers le sud-ouest. Il est franchi par la route départementale (RD) 755, passe au pied du château de Boistissandeau, puis sous la RD 23, à l'ouest du bourg de Saint-Paul-en-Pareds. Au nord-ouest du bourg de Rochetrejoux, après avoir reçu sur sa gauche la Louisière,  il s'écoule aux pieds de la tombe de Georges Clemenceau et du château du Colombier. Il baigne ensuite Mouchamps, passe sous la RD 113 puis reçoit sur sa droite la Guimenière. Il est franchi par la RD 137 et contourne Sainte-Cécile par le nord, passant sous la RD 48 puis recevant sur sa droite le ruisseau du Parc.
Il prend alors la direction du sud et passe successivement sous les RD 47 et 98 et une nouvelle fois sous la RD 48. À l'est de Saint-Hilaire-le-Vouhis, il est franchi par la RD 31 puis passe en contrebas du château de l'Auneau. Son dernier affluent important, la Vouraie vient le grossir sur sa droite. Au lieu-dit le Pont de l'Angle, il passe sous la RD 949b.
Il rejoint le Lay en rive droite, au lieu-dit  l'Assemblée des Deux Lay, en limite des communes de Bournezeau et Chantonnay, à 20 mètres d'altitude.
Ce cours d'eau fait office de limite naturelle entre plusieurs communes qu'il borde sur environ quarante-cinq kilomètres, en trois tronçons disjoints. Son cours est long de 58,1 km.

### Communes traversées
Le Petit Lay arrose treize communes dans le seul département de la Vendée, soit d'amont vers l'aval :
Sèvremont (ancienne commune de Saint-Michel-Mont-Mercure) (source), Saint-Mars-la-Réorthe,  Les Herbiers, Saint-Paul-en-Pareds, Mouchamps, Le Boupère, Rochetrejoux, Saint-Germain-de-Prinçay, Saint-Vincent-Sterlanges, Sainte-Cécile,  Saint-Hilaire-le-Vouhis, Chantonnay (confluence), Bournezeau (confluence).

### Bassin versant
Son bassin versant s'étend sur 341 km2. Il est constitué à 91,00 % de « territoires agricoles », à 5,52 % de « forêts et milieux semi-naturels », à 3,12 % de « territoires artificialisés », et à 0,34 % de « surfaces en eau ». Outre les treize communes baignées par le Petit Lay, le bassin en concerne également quatre autres : 
- Saint-Prouant baignée par le Gué, ou ruisseau du Gué[3] ;
- Saint-Martin-des-Noyers baignée par le ruisseau des Rochettes[4] et par la Vouraie[5] ;
- La Chaize-le-Vicomte baignée par le ruisseau de la Fontaine Saint-Père[6], un affluent de la Vouraie ;
- Sainte-Florence et Essarts en Bocage (anciennes communes de L'Oie et de Vendrennes) baignées par le Parc, ou ruisseau du Parc, ou ruisseau de Riamberge[7].

### Affluents
Parmi les affluents répertoriés par le Sandre, quatre ont une longueur supérieure à dix kilomètres. D'amont vers l'aval se trouvent :
- la Louisière ou ruisseau de la Louisière ou ruisseau du Moulin du Bois (11,7 km) en rive gauche[8] ;
- la Guimenière ou ruisseau de la Guimenière (10,9 km) en rive droite[9] ;
- le Parc ou ruisseau du Parc, ou ruisseau de Riamberge dans sa partie amont (10,4 km) en rive droite d'un bras secondaire du Petit Lay[7] ;
- la Vouraie, ou ruisseau de la Fauconnière dans sa partie amont (14,1 km) en rive droite[5].

Le Parc et la Vouraie ont respectivement un et trois sous-affluents. Le nombre de Strahler du Petit Lay est donc de quatre.

## Hydrologie

### Le Petit Lay à Saint-Hilaire-le-Vouhis
Le débit du Petit Lay a été observé depuis 1968 sur la commune de Saint-Hilaire-le-Vouhis, localité du département de la Vendée située, compte tenu des nombreux méandres, à environ dix-huit kilomètres en amont de son confluent avec le Lay, alors que, en distances orthodromiques, les deux points ne sont éloignés que de sept kilomètres. Le bassin versant de la rivière y est de 262 km2 (soit 77 % de la totalité du bassin).
Sur cette période, le module de la rivière à Saint-Hilaire-le-Vouhis a été de 2,25 m3/s.
Le Petit Lay présente des fluctuations saisonnières de débit bien marquées. Les hautes eaux ont lieu de décembre à mars, portant le débit mensuel moyen à un niveau situé entre 3,63 et 6,18 m3/s, avec un maximum en janvier. Dès le mois d'avril, le débit mensuel diminue progressivement jusqu'aux basses eaux d'été. Celles-ci se déroulent de juin à septembre, et s'accompagnent d'une baisse du débit moyen mensuel allant jusqu'à 0,138 m3/s au mois d'août  et 0,137 m3/s en septembre, ce qui reste faible. Mais les fluctuations de débit peuvent être plus prononcées sur de plus courtes périodes ou selon les années.

### Étiage ou basses eaux
À l'étiage, le VCN3 peut chuter jusque 0,001 m3/s, en cas de période quinquennale sèche, soit un litre par seconde, ce qui est très sévère, le débit du cours d'eau étant alors quasi inexistant.

### Crues
Les crues sont généralement moyennement importantes. Les QJX 2 et QJX 5 valent respectivement 32 et 48 m3/s. Le QJX 10 est de 59 m3/s, le QJX 20 de 69 m3/s, tandis que le QJX 50 atteint 83 m3/s.
Le débit journalier maximal a été mesuré à 68,5 m3/s le 22 janvier 1995. Si l'on compare cette valeur à l'échelle des QJX de la rivière, on constate que cette crue était de l'ordre d'une crue vicennale calculée par le QJX 20, et donc reproductible en moyenne tous les vingt ans. Sur cette période, le débit instantané maximal de 100 m3/s a été relevé le 4 décembre 1992.

### Lame d'eau et débit spécifique
Le Petit Lay est une rivière peu abondante. La lame d'eau écoulée dans son bassin versant est de 273 millimètres annuellement, ce qui est inférieur de 15 % à la moyenne d'ensemble de la France tous bassins confondus (320 millimètres). Le débit spécifique de la rivière (ou Qsp) atteint 8,6 litres par seconde et par kilomètre carré de bassin.